# Il programma dell'universo

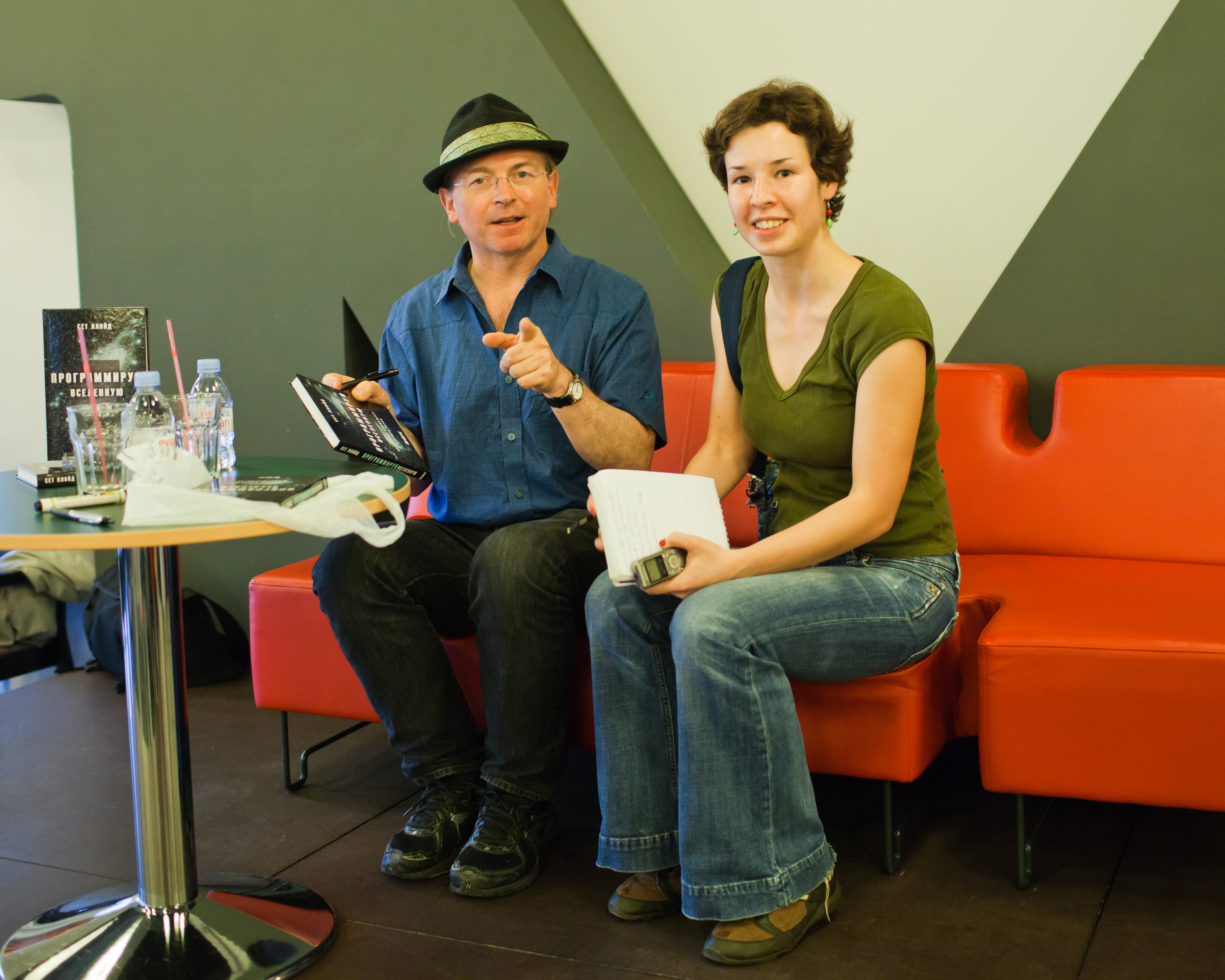
Seth Lloyd (a sinistra nella foto) nel 2013

Il programma dell'universo è un saggio scientifico scritto da Seth Lloyd,
docente di Meccanica presso il MIT,
pubblicato inizialmente nel 2006.
Lo scopo del libro, secondo Lloyd, è di "mostrare il ruolo fondamentale che l'informazione gioca nell'universo... ... Tramite la comprensione di come esso elabori se stesso, noi possiamo capirlo nel suo complesso".
In esso l'autore espone la storia dell'unità informativa, il bit, e dell'Universo inteso come computer quantistico virtualmente illimitato che non ha mai cessato, fin dalla sua origine, di elaborare se stesso e la sua evoluzione con una potenza di calcolo stimata essere, allo stato attuale, di circa 10^105 operazioni quantistiche al secondo cioè basate sul contenuto informativo registrato tramite bit quantistici o Q-bit.
Dato che i q-bit possono registrare due stati logici (0 e 1) contemporaneamente già con pochi q-bit a disposizione un elaboratore quantistico ha una potenza di calcolo incommensurabile rispetto ad un suo concorrente dotato di circuiti basati sulla tradizionale tecnologia dei microprocessori nei quali i bit registrano solo gli stati 0 oppure 1.

## Struttura dell'opera
- I. Introduzione
- II. Calcolare
- III. L'universo computazionale
- IV. L'informazione e i sistemi fisici
- V. La meccanica quantistica
- VI. Gli atomi al lavoro
- VII. Il computer universale
- VIII Complessità semplificata

L'Universo ha iniziato elaborando strutture semplici, ma con il passare del tempo ha sviluppato oggetti sempre più complessi: pianeti, stelle, galassie ed anche le strutture viventi.
Il tutto in modo spontaneo, secondo le leggi della fisica che esso stesso aveva elaborato, dalle più semplici a quelle più complesse di oggi.
Fornendo una panoramica di come il contenuto informativo si sia evoluto nel tempo fino a come si presenta oggi, Lloyd dà un ulteriore contributo sull'argomento rispetto ai precedenti libri destinati ai profani poiché apporta informazioni che provengono da recenti esperimenti e da sue esperienze dirette.
L'autore infatti è uno dei pionieri coinvolti negli studi teorici, e successive realizzazioni, dei primi prototipi di computer quantistici presso il MIT di Boston fin dal 1994 dove le sue ricerche si sono subito focalizzate nel campo del contenuto informativo dei sistemi complessi, specialmente i sistemi quantistici, riprendendo le idee originali di Richard Feynman.
Questi, già nel 1982, dalla sovrapposizione di stati che si ritenevano associati alle particelle elementari, aveva ipotizzato di sfruttare le caratteristiche peculiari della quanto-meccanica per realizzare computer avanzatissimi.
Ritenendo di aver individuato analogie di funzionamento tra i circuiti creati in laboratorio e le strutture più o meno estese presenti nell'intero Universo conosciuto, Lloyd ha quindi estrapolato su queste i concetti teorici già sviluppati in laboratorio.
Ogni cosa presente oggi sarebbe conseguenza della proprietà intrinseca della materia di essere sede di informazione ed anche elaboratore della medesima, in scala atomica, dove i fenomeni quantistici e le loro stranezze sono la norma.
Dato che le leggi della fisica reggono l'universo, la conclusione di Lloyd è che tramite la comprensione di tali leggi potremo capire l'Universo medesimo.
L'Universo secondo la sua interpretazione è un computer quantistico che elabora conseguentemente le leggi della fisica operando sui bit di informazione registrati negli stati quantistici dei singoli atomi(spin, allineamenti, ecc).
Comprendere questo processo ci darebbe una migliore conoscenza del perché esso sia così complesso e potremmo anche esprimere previsioni circa il futuro delle cose, anche se solo in termini probabilistici, a causa del Principio di 
Indeterminazione che comunque sta alla base della meccanica quantistica.
Una delle idee principali del libro è che informazione ed energia sono equivalenti.

## Edizioni
- Seth Lloyd, Il programma dell'universo, traduzione di Luigi Civalleri, 1ª ed., Einaudi editore, 2006,  pp. 203, cap. 8, ISBN 88-06-18191-2.